# Ljubomir Tadić
Ljubomir Tadić (serbisch-kyrillisch Љубомир Тадић; * 14. Mai 1925 in Smriječno, Jugoslawien, heute zur Gemeinde Plužine, Montenegro; † 31. Dezember 2013 in Belgrad, Serbien) war ein jugoslawischer bzw. serbischer Philosoph.

## Leben
Er schloss 1952 ein Studium an der Juristischen Fakultät der Universität Belgrad ab. 1953/54 war er Redakteur der in Sarajevo erscheinenden Tageszeitung Oslobođenje. 1959 promovierte er an der Juristischen Fakultät der Universität Ljubljana. Er gehörte der Expertenkommission an, die die 1963 neu in Kraft tretende Verfassung Jugoslawiens ausarbeitete.
1960 bis 1962 war er außerordentlicher Professor an der Juristischen Fakultät der Universität Sarajevo. Ab 1963 war er ordentlicher Professor an der Philosophischen Fakultät der Universität Belgrad. Tadić war eines der acht Mitglieder der neomarxistischen Praxis-Gruppe, die 1975 aus der Universität Belgrad ausgeschlossen wurden. Ab 1980 war er wissenschaftlicher Mitarbeiter am Institut društvenih nauka (Institut für Gesellschaftswissenschaft) in Belgrad. Schwerpunkte seiner wissenschaftlichen Arbeit waren Rechtsphilosophie und Politische Philosophie.
Er war seit 1985 korrespondierendes, seit 1994 ordentliches Mitglied der Serbischen Akademie der Wissenschaften und Künste.
Ljubomir Tadić gehörte dem Bund der Kommunisten Jugoslawiens an, 1989 gehörte er zu den Gründungsmitgliedern der Demokratska Stranka.

## Familie
Ljubomir Tadić war mit Nevenka Tadić (* 1926) verheiratet, die als Professorin für Psychiatrie an der Universität Belgrad tätig war. Das Ehepaar bekam zwei Kinder; ihr Sohn Boris Tadić (* 1958) war von 2004 bis 2012 Staatspräsident Serbiens.

## Veröffentlichungen
- (mit Trivo Inđić): Partija proletarijata (Die Partei des Proletariats), 1966
- Tradicija i revolucija (Tradition und Revolution), 1972
- Sozialismus und Bürokratie, in: Marxistische Praxis. Selbstverwirklichung und Selbstorganisation des Menschen in der Gesellschaft, hrsg. v. Ossip K. Flechtheim, 1973, S. 113–137
- Vom Wesen der Selbstverwaltung zur Ideengeschichte der sozialistischen Organisation, in: Marxismo, democrazia e diritto dei popoli. Scritti in onore di Lelio Basso, 1979, ISBN 88-204-1534-8, S. 597–616
- The Marxist Critique of Right in the Philosophy of Ernst Bloch, in: Praxis international, Heft 4/1981, S. 422–429
- Filozofija prava (Rechtsphilosophie), 1983
- mit Dragoljub Mićunović und Laslo Sekelj: Liberalizam i socijalizam. Liberalne i socijalisticke ideje i pokreti na tlu Jugoslavije (Liberalismus und Sozialismus. Liberale und sozialistische Ideen und Bewegungen auf dem Boden Jugoslawiens), 1984
- Da li je nacionalizam naša sudbina? i drugi rasprave i polemike o naciji, socializmu i federaciji (Ist Nationalismus unser Schicksal? Und andere Abhandlungen und Polemiken über Nation, Sozialismus und Föderation), 1986
- Nauka o politici (Politikwissenschaft), 1996
- Filozofija u svom vremenu (Die Philosophie in ihrer Zeit), 1998, ISBN 86-7363-209-9
- Parergon. Filozofija, pravo, istorija, politika (Parergon. Philosophie, Recht, Geschichte, Politik), 2002

Eine Ausgabe Ausgewählte Werke Tadićs in 7 Bänden erschien in den Jahren 2006 bis 2008.